# Finlandia Trophy de 2017
Finlandia Trophy de 2017 foi a vigésima segunda edição do Finlandia Trophy, um evento anual de patinação artística no gelo organizado pela Associação Finlandesa de Patinação Artística (em finlandês:  Suomen Taitoluisteluliitto ry), e que fez parte do Challenger Series de 2017–18. A competição foi disputada entre os dias 6 de outubro e 8 de outubro, na cidade de Espoo, Finlândia.

## Eventos
- Individual masculino
- Individual feminino
- Duplas
- Dança no gelo
- Patinação sincronizada

## Medalhistas
| Evento                          | Ouro                                             | Prata                                         | Bronze                                                   |
| Sênior (Challenger Series)      |                                                  |                                               |                                                          |
| Individual masculino detalhes   | Jin Boyang · China                               | Vincent Zhou · Estados Unidos                 | Adam Rippon · Estados Unidos                             |
| Individual feminino detalhes    | Maria Sotskova · Rússia                          | Carolina Kostner · Itália                     | Elizaveta Tuktamysheva · Rússia                          |
| Duplas detalhes                 | Peng Cheng · Jin Yang · China                    | Nicole Della Monica · Matteo Guarise · Itália | Ksenia Stolbova · Fedor Klimov · Rússia                  |
| Dança no gelo detalhes          | Gabriella Papadakis · Guillaume Cizeron · França | Alexandra Stepanova · Ivan Bukin · Rússia     | Laurence Fournier Beaudry · Nikolaj Sørensen · Dinamarca |
| Outros eventos                  |                                                  |                                               |                                                          |
| Patinação sincronizada detalhes | Rockettes · Finlândia                            | Team Paradise · Rússia                        | Marigold IceUnity · Finlândia                            |

## Resultados

### Individual masculino
| Pos.              | Nome                  | Nacionalidade    | Pontos | PC         | PL          |
| ----------------- | --------------------- | ---------------- | ------ | ---------- | ----------- |
| Medalha de ouro   | Jin Boyang            | China            | 252.60 | 87.15 (2)  | 165.45 (3)  |
| Medalha de prata  | Vincent Zhou          | Estados Unidos   | 250.01 | 76.10 (6)  | 173.91 (1)  |
| Medalha de bronze | Adam Rippon           | Estados Unidos   | 249.88 | 83.69 (3)  | 166.19 (2)  |
| 4                 | Mikhail Kolyada       | Rússia           | 248.50 | 90.45 (1)  | 158.05 (5)  |
| 5                 | Ross Miner            | Estados Unidos   | 233.72 | 71.64 (7)  | 162.08 (4)  |
| 6                 | Michal Březina        | República Tcheca | 233.28 | 77.26 (5)  | 156.02 (6)  |
| 7                 | Paul Fentz            | Alemanha         | 212.16 | 77.64 (4)  | 134.52 (10) |
| 8                 | Andrei Lazukin        | Rússia           | 210.66 | 68.50 (8)  | 142.16 (7)  |
| 9                 | Alexander Petrov      | Rússia           | 198.57 | 59.42 (11) | 139.15 (8)  |
| 10                | Roman Sadovsky        | Canadá           | 194.17 | 59.19 (12) | 134.98 (9)  |
| 11                | Kevin Reynolds        | Canadá           | 186.36 | 60.03 (10) | 126.33 (11) |
| 12                | Valtter Virtanen      | Finlândia        | 175.95 | 58.28 (13) | 117.67 (12) |
| 13                | Li Tangxu             | China            | 173.60 | 60.77 (9)  | 112.83 (13) |
| 14                | Samuel Koppel         | Estônia          | 152.83 | 49.10 (14) | 103.73 (14) |
| 15                | Anton Karpuk          | Bielorrússia     | 148.32 | 47.94 (16) | 100.38 (15) |
| 16                | Bela Papp             | Finlândia        | 148.19 | 48.26 (15) | 99.93 (16)  |
| 17                | Nicola Todeschini     | Suíça            | 141.90 | 45.87 (17) | 96.03 (17)  |
| 18                | Daniel Albert Naurits | Estônia          | 137.52 | 45.54 (18) | 91.98 (18)  |

### Individual feminino
| Pos.              | Nome                    | Nacionalidade  | Pontos | PC         | PL          |
| ----------------- | ----------------------- | -------------- | ------ | ---------- | ----------- |
| Medalha de ouro   | Maria Sotskova          | Rússia         | 205.30 | 67.69 (2)  | 137.61 (1)  |
| Medalha de prata  | Carolina Kostner        | Itália         | 193.76 | 67.45 (3)  | 126.31 (2)  |
| Medalha de bronze | Elizaveta Tuktamysheva  | Rússia         | 189.13 | 67.82 (1)  | 121.31 (4)  |
| 4                 | Angela Wang             | Estados Unidos | 183.85 | 62.54 (4)  | 121.31 (5)  |
| 5                 | Alena Leonova           | Rússia         | 178.46 | 56.73 (6)  | 121.73 (3)  |
| 6                 | Gabrielle Daleman       | Canadá         | 174.83 | 60.72 (5)  | 114.11 (7)  |
| 7                 | Yuna Shiraiwa           | Japão          | 172.25 | 52.98 (8)  | 119.27 (6)  |
| 8                 | Brooklee Han            | Austrália      | 161.11 | 55.40 (7)  | 105.71 (10) |
| 9                 | Choi Da-bin             | Coreia do Sul  | 158.53 | 52.06 (10) | 106.47 (9)  |
| 10                | Choi Yu-jin             | Coreia do Sul  | 156.65 | 49.78 (12) | 106.87 (8)  |
| 11                | Emmi Peltonen           | Finlândia      | 152.23 | 49.62 (13) | 102.61 (11) |
| 12                | Karly Robertson         | Reino Unido    | 144.68 | 52.21 (9)  | 92.47 (14)  |
| 13                | Polina Edmunds          | Estados Unidos | 142.20 | 49.62 (14) | 92.58 (13)  |
| 14                | Annely Vahi             | Estônia        | 137.05 | 41.83 (19) | 95.22 (12)  |
| 15                | Anna Litvinenko         | Reino Unido    | 136.60 | 45.67 (16) | 90.93 (15)  |
| 16                | Zhao Ziquan             | China          | 133.77 | 51.11 (11) | 82.66 (19)  |
| 17                | Alisson Petricheto      | Filipinas      | 128.92 | 45.57 (17) | 83.35 (17)  |
| 18                | Natalie Klotz           | Áustria        | 124.64 | 39.45 (20) | 85.19 (16)  |
| 19                | Danielle Harrison       | Reino Unido    | 116.18 | 36.21 (22) | 79.97 (20)  |
| 20                | Amelia Scarlett Jackson | Austrália      | 115.82 | 36.78 (21) | 79.04 (21)  |
| 21                | Marika Steward          | Áustria        | 112.33 | 29.06 (26) | 83.27 (18)  |
| 22                | Yoon Seoyoung           | Coreia do Sul  | 98.15  | 36.19 (23) | 61.96 (22)  |
| 23                | Tina Leueberger         | Suíça          | 95.14  | 34.52 (24) | 60.62 (23)  |
| 24                | Jelizaveta Leonova      | Estônia        | 85.61  | 30.52 (25) | 55.09 (24)  |
| 25                | Maral-Erdene Gansukh    | Mongólia       | 65.38  | 20.76 (27) | 44.62 (25)  |
| WD                | Joshi Helgesson         | Suécia         | —      | 45.73 (15) | — (WD)      |
| WD                | Viveca Lindfors         | Finlândia      | —      | 43.12 (18) | — (WD)      |

### Duplas
| Pos.              | Nome                                    | Nacionalidade  | Pontos | DC        | DL         |
| ----------------- | --------------------------------------- | -------------- | ------ | --------- | ---------- |
| Medalha de ouro   | Peng Cheng / Jin Yang                   | China          | 198.03 | 70.93 (1) | 127.10 (2) |
| Medalha de prata  | Nicole Della Monica / Matteo Guarise    | Itália         | 193.50 | 65.42 (3) | 128.08 (1) |
| Medalha de bronze | Ksenia Stolbova / Fedor Klimov          | Rússia         | 184.78 | 70.12 (2) | 114.66 (4) |
| 4                 | Liubov Ilyushechkina / Dylan Moscovitch | Canadá         | 183.80 | 64.15 (4) | 119.65 (3) |
| 5                 | Kristina Astakhova / Alexei Rogonov     | Rússia         | 176.88 | 64.13 (5) | 112.75 (5) |
| 6                 | Deanna Stellato / Nathan Bartholomay    | Estados Unidos | 161.17 | 50.90 (7) | 110.27 (6) |
| 7                 | Jessica Calalang / Zack Sidhu           | Estados Unidos | 156.88 | 53.41 (6) | 103.47 (7) |
| 8                 | Minerva Fabienne Hase / Nolan Seegert   | Alemanha       | 135.38 | 45.67 (8) | 89.71 (8)  |

### Dança no gelo
| Pos.              | Nome                                         | Nacionalidade    | Pontos | DC         | DL         |
| ----------------- | -------------------------------------------- | ---------------- | ------ | ---------- | ---------- |
| Medalha de ouro   | Gabriella Papadakis / Guillaume Cizeron      | França           | 188.25 | 78.09 (1)  | 110.16 (1) |
| Medalha de prata  | Alexandra Stepanova / Ivan Bukin             | Rússia           | 166.88 | 70.27 (2)  | 96.61 (2)  |
| Medalha de bronze | Laurence Fournier Beaudry / Nikolaj Sørensen | Dinamarca        | 158.21 | 65.76 (3)  | 92.45 (5)  |
| 4                 | Carolane Soucisse / Shane Firus              | Canadá           | 154.60 | 60.50 (4)  | 94.10 (4)  |
| 5                 | Betina Popova / Sergey Mozgov                | Rússia           | 152.28 | 57.36 (7)  | 94.92 (3)  |
| 6                 | Sara Hurtado / Kirill Khaliavin              | Espanha          | 144.66 | 56.44 (8)  | 88.22 (7)  |
| 7                 | Wang Shiyue / Liu Xinyu                      | China            | 143.05 | 58.50 (5)  | 84.55 (8)  |
| 8                 | Grande Leste Mcnamara / Quinn Carpenter      | Estados Unidos   | 141.78 | 57.77 (6)  | 84.01 (9)  |
| 9                 | Lilah Fear / Lewis Gibson                    | Reino Unido      | 139.61 | 50.83 (12) | 88.78 (6)  |
| 10                | Natalia Kaliszek / Maksym Spodyriev          | Polônia          | 137.76 | 55.60 (9)  | 82.16 (10) |
| 11                | Cecilia Törn / Jussiville Partanen           | Finlândia        | 134.10 | 53.23 (10) | 80.87 (12) |
| 12                | Celia Robledo / Luis Fenero                  | Espanha          | 133.01 | 50.90 (11) | 82.11 (11) |
| 13                | Jennifer Urban / Benjamin Steffan            | Alemanha         | 128.59 | 49.32 (14) | 79.27 (13) |
| 14                | Nicole Kuzmichová / Alexandr Sinicyn         | República Tcheca | 128.44 | 49.59 (13) | 78.85 (14) |
| 15                | Juulia Turkkila / Matthias Versluis          | Finlândia        | 121.66 | 46.00 (16) | 75.66 (16) |
| 16                | Lorenza Alessandrini / Pierre Souquet        | França           | 120.34 | 47.04 (15) | 73.30 (17) |
| 17                | Julia Biechler / Damian Dodge                | Estados Unidos   | 119.79 | 41.89 (18) | 77.90 (15) |
| 18                | Yuliia Zhata / Yan Lukouski                  | Ucrânia          | 109.72 | 42.65 (17) | 67.07 (18) |
| 19                | Katerina Bunina / German Frolov              | Estônia          | 80.30  | 32.00 (19) | 48.30 (19) |

### Patinação sincronizada
| Pos.              | Equipe            | Nacionalidade | Pontos | PC        |
| ----------------- | ----------------- | ------------- | ------ | --------- |
| Medalha de ouro   | Rockettes         | Finlândia     | 69.60  | 69.60 (1) |
| Medalha de prata  | Team Paradise     | Rússia        | 67.58  | 67.58 (2) |
| Medalha de bronze | Marigold Iceunity | Finlândia     | 67.56  | 67.56 (3) |
| 4                 | Team Unique       | Finlândia     | 62.55  | 62.55 (4) |
| 5                 | Lumineers         | Finlândia     | 50.65  | 50.65 (5) |
| 6                 | Team Boomerang    | Suécia        | 41.90  | 41.90 (6) |

## Quadro de medalhas
Challenger Series
| Ordem | País           | Medalha de ouro | Medalha de prata | Medalha de bronze |    | Ordem por total |
| ----- | -------------- | --------------- | ---------------- | ----------------- | -- | --------------- |
| 1     | China          | 2               |                  |                   | 2  | 2               |
| 2     | Rússia         | 1               | 1                | 2                 | 4  | 1               |
| 3     | França         | 1               |                  |                   | 1  | 6               |
| 4     | Itália         |                 | 2                |                   | 2  | 2               |
| 5     | Estados Unidos |                 | 1                | 1                 | 2  | 2               |
| 6     | Dinamarca      |                 |                  | 1                 | 1  | 6               |
| TOTAL | TOTAL          | 4               | 4                | 4                 | 12 | —               |

Geral
| Ordem | País           | Medalha de ouro | Medalha de prata | Medalha de bronze |    | Ordem por total |
| ----- | -------------- | --------------- | ---------------- | ----------------- | -- | --------------- |
| 1     | China          | 2               |                  |                   | 2  | 2               |
| 2     | Rússia         | 1               | 2                | 2                 | 5  | 1               |
| 3     | Finlândia      | 1               |                  | 1                 | 2  | 2               |
| 4     | França         | 1               |                  |                   | 1  | 6               |
| 5     | Itália         |                 | 2                |                   | 2  | 2               |
| 6     | Estados Unidos |                 | 1                | 1                 | 2  | 2               |
| 7     | Dinamarca      |                 |                  | 1                 | 1  | 6               |
| TOTAL | TOTAL          | 5               | 5                | 5                 | 15 | —               |